# Dan Peters
Pour les articles homonymes, voir Peters.
Dan Peters, né le 18 août 1967 à Seattle, est un batteur américain.

## Biographie
Il est le batteur du groupe Mudhoney depuis sa fondation en 1988. En 1990, il a également officié en tant que batteur pour Screaming Trees et surtout pour Nirvana. Il enregistre avec Nirvana le single Sliver en juillet 1990 et joue son seul concert avec le groupe le 22 septembre au Motorsport International Garage de Seattle, étant peu après remplacé par Dave Grohl.